# Ordine della Minerva
L'Ordine della Minerva è un'onorificenza accademica istituita dall'Università degli Studi "Gabriele d'Annunzio" nel 1986 a Chieti. Si tratta di un riconoscimento assegnato a personalità nazionali ed internazionali, che tramite la propria opera hanno svolto un ruolo fondamentale per il progresso della scienza, della cultura e della società civile.
Il rettore dell'Università d'Annunzio è a capo dell'Ordine, retto da un apposito consiglio rappresentato dal senato accademico.

## Storia
L'Università d'Annunzio istituì ufficialmente l'Ordine Accademico della Minerva nel 1986 su proposta del rettore dell'epoca, il professore Uberto Crescenti, allo scopo di «attribuire riconoscimento accademico a studiosi e personalità del mondo della cultura, dell'economia e delle scienze, che si siano particolarmente distinti, con la propria opera, nelle specifiche attività culturali e scientifiche». Crescenti, che si insediò come rettore il 12 giugno 1985 subentrando al giurista Aldo Bernardini, fu il primo a rivestire la funzione di capo dell'Ordine. I primi conferimenti furono effettuati in occasione dell'inaugurazione dell'anno accademico successivo, decorando Luigi Frati e Luigi Rossi Bernardi, entrambi riconosciuti per il lavoro svolto in ambito medico.
Il regolamento dell'onorificenza tuttora vigente fu firmato dal rettore Uberto Crescenti il 13 dicembre 1988 a Chieti, sede legale dell'Università d'Annunzio. La decorazione dell'ordine consiste in una medaglia d'oro, appesa ad un nastro di color grigio e azzurro, su cui è raffigurata la testa della Minerva. Solitamente le onorificenze vengono consegnate dal rettore nel corso di una cerimonia accademica. L'investitura di Bruno Vespa nel 2018 stata oggetto di contestazioni da parte di alcuni dirigenti dell'ateneo dannunziano, a causa delle posizioni espresse dal giornalista negli anni sessanta, in cui rivendicò la necessità di una sola università abruzzese all'Aquila.

## Elenco dei conferimenti
| Insigniti                    | Nazionalità     | Anno | Categoria        |
| ---------------------------- | --------------- | ---- | ---------------- |
| Luigi Frati                  | Italia          | 1986 | Medicina         |
| Luigi Rossi Bernardi         | Italia          | 1986 | Medicina         |
| Domenico Fazio               | Italia          | 1987 | Educazione       |
| Francesco Antonio Manzoli    | Italia          | 1987 | Medicina         |
| Joseph Ratzinger             | Germania        | 1988 | Religione        |
| Pietro Cascella              | Italia          | 1989 | Arte             |
| Felice Ippolito              | Italia          | 1989 | Scienze          |
| Carlo Bo                     | Italia          | 1990 | Educazione       |
| Dominick Salvatore           | Stati Uniti     | 1990 | Economia         |
| Raffaele Laporta             | Italia          | 1991 | Educazione       |
| Giuliano Vassalli            | Italia          | 1991 | Politica/Governo |
| Franca Falcucci              | Italia          | 1992 | Politica/Governo |
| Wolfgang Pechhold            | Germania        | 1992 | Scienze          |
| Nicola Cabibbo               | Italia          | 1993 | Scienze          |
| Emilio Di Giambattista       | Italia          | 1993 | Politica/Governo |
| Fabio Alberto Roversi Monaco | Italia          | 1995 | Educazione       |
| Giovanni Schippa             | Italia          | 1995 | Educazione       |
| Enrico Garaci                | Italia          | 1996 | Medicina         |
| Antonio Zappi                | Italia          | 1996 | Educazione       |
| Cesare Romiti                | Italia          | 1997 | Economia         |
| Giovanni D'Addona            | Italia          | 1997 | Economia         |
| Piero Angela                 | Italia          | 1998 | Cultura          |
| Giorgio Albertazzi           | Italia          | 1999 | Arte             |
| Karl-Ludwig Kley             | Germania        | 2000 | Economia         |
| Folco Quilici                | Italia          | 2000 | Cultura          |
| Gianfranco Mazzuoli          | Italia          | 2001 | Medicina         |
| Francesco Sabatini           | Italia          | 2001 | Scienze          |
| Aldo Pinchera                | Italia          | 2002 | Medicina         |
| Uberto Crescenti             | Italia          | 2003 | Scienze          |
| Margaret Kelley              | Stati Uniti     | 2003 | Politica/Governo |
| Mario Agrimi                 | Italia          | 2004 | Educazione       |
| Edoardo Tiboni               | Italia          | 2004 | Cultura          |
| Pierluigi Zappacosta         | Italia          | 2005 | Economia         |
| Giovanni de Gaetano          | Italia          | 2006 | Medicina         |
| Sergio Marchionne            | Italia / Canada | 2006 | Economia         |
| Giuseppe N. Colasurdo        | Stati Uniti     | 2007 | Educazione       |
| Roberto Gervaso              | Italia          | 2007 | Cultura          |
| Luciano Russi                | Italia          | 2008 | Educazione       |
| René Guitton                 | Francia         | 2009 | Cultura          |
| Sergio Dompè                 | Italia          | 2010 | Medicina         |
| Domenico Silvestri           | Italia          | 2010 | Educazione       |
| Raffaele Colapietra          | Italia          | 2011 | Cultura          |
| Marcello De Cecco            | Italia          | 2012 | Economia         |
| Ettore Spalletti             | Italia          | 2012 | Arte             |
| Antonio D'Aloisio            | Italia          | 2013 | Legge            |
| Nicola Occhiocupo            | Italia          | 2013 | Legge            |
| Alfredo Paglione             | Italia          | 2014 | Cultura          |
| Tony Vaccaro                 | Stati Uniti     | 2014 | Cultura          |
| Luciano Odorisio             | Italia          | 2015 | Arte             |
| Carmela Remigio              | Italia          | 2016 | Arte             |
| Donatella Di Pietrantonio    | Italia          | 2017 | Cultura          |
| Bruno Forte                  | Italia          | 2017 | Religione        |
| Giulio Rapetti Mogol         | Italia          | 2018 | Arte             |
| Bruno Vespa                  | Italia          | 2018 | Cultura          |
| Michelangelo Pistoletto      | Italia          | 2019 | Arte             |
| Giovanni Caravelli           | Italia          | 2021 | Legge            |
| Edi Rama                     | Albania         | 2022 | Politica/Governo |